# Matt Simon
Matthew Blake Simon (Sydney, 22 gennaio 1986) è un ex calciatore australiano, di ruolo attaccante.

## Carriera
Ha iniziato la sua carriera con il Central Coast Lightning nel 2005, segnando 8 gol in 35 partite. Nel 2006 è passato ai Central Coast Mariners, dove è diventato il capocannoniere storico del club con 59 gol complessivi. Nella sua prima parentesi con i Mariners (2006–2012) ha segnato 36 reti in 114 presenze.
Nel 2012 ha provato l’esperienza internazionale trasferendosi in Corea del Sud al Chunnam Dragons, ma ha disputato solo 6 partite senza segnare. È poi tornato in Australia nel 2013 per una seconda esperienza con i Mariners, e successivamente ha firmato per il Sydney FC nel 2015, dove ha vinto due A-League , una Championship e una FFA Cup, pur segnando solo 5 reti in 67 partite.
Nel 2018 è tornato per la terza volta ai Central Coast Mariners, con cui ha giocato fino al 2022, realizzando 20 gol in 70 presenze prima di ritirarsi ufficialmente il 3 ottobre 2022. In tutto, ha segnato oltre 80 gol nella massima divisione australiana.

### Nazionale
A livello internazionale, ha rappresentato l’Australia a livello Under-23, partecipando alle Olimpiadi di Pechino 2008. Con la nazionale maggiore ha collezionato 2 presenze nel 2009.

## Dopo il ritiro
Dopo il ritiro, Matt Simon è rimasto nel mondo del calcio, entrando nello staff tecnico e dirigenziale dei Central Coast Mariners per contribuire alla creazione dei giovani talenti 

## Palmarès

### Club

#### Competizioni nazionali
- Premier's Plate: 3

Central Coast Mariners: A-League 2007-2008
Sydney FC: 2016-2017, 2017-2018
- Campionato australiano: 2

Central Coast Mariners: 2007-2008
Sydney FC: 2016-2017
- FFA Cup: 1

Sydney FC: 2017